# Херсонський ливарний завод
Херсонський ливарний завод — найбільше в регіоні підприємство з виробництва виливок з сірого чавуну і сталі. Підприємство створене в 2007 році на базі ливарного цеху Херсонського бавовняного комбінату. Протягом кількох років ним були повністю відновлені і оновлені виробничі потужності, сформований професійний трудовий колектив, розвиваються перспективні напрями діяльності, основні види виготовлюваної продукції.
Лабораторією підприємства проводяться хімічний та металографічний аналізи.

## Основне технологічне обладнання
- Плавильне: індукційні печі типу ІСТ - 0,4.
- Формувальне і стрижневе: формувальні машини (струшування з підпресуванням).
- Очисне: дробеметні барабани періодичної дії.

## Спеціалізація
Підприємство спеціалізується на виготовленні виливків з сірого чавуну, вуглецевих і низьколегованих сталей вагою від 0,1 до 300 кг. призначених для:
- Гірничо-металургійного комплексу.
- Енергетики.
- Суднобудівної та судноремонтної промисловості (суднові протектори).
- Насосного обладнання (консольних, заглибних, вакуумних насосів).
- Автотракторної техніки (турбіни, гальмівні барабани, колодки, насоси, шківа).
- Зернозбиральної, кормозбиральної, ґрунтообробної техніки.